# Friesischer Heerweg
Der Friesische Heerweg, im Oldenburger Land als Friesische Heerstraße bezeichnet, ist ein altes System von Wegen, das sich von Wildeshausen bis nach Esens an der Nordsee erstreckt. Es wurde von Heeren, Pilgern und Kaufleuten genutzt. Als Heerstraße und Handelsweg wurde es durch mehrere Burgen gesichert.

## Historischer Verlauf
Ausgangspunkt war das strategisch wichtige Wildeshausen. Am Nordrand der Stadt, in Altona, kreuzten sich die Flämische Straße (von Lübeck nach Flandern), der Stedinger Weg (von Berne nach Wildeshausen) und eben der Friesische Heerweg. 
Der weitere Weg benutzte die trockenen Höhen östlich der Hunte und verlief über Dötlingen, Ostrittrum, Sandhatten, Streek, heute Sandkrug und Bümmerstede nach Oldenburg, wo die Hunte überquert wurde. Etwa der heutigen L 824 und L 819 folgend wurde das Ammerland entlang den Orten Borbeck, Bokel, Wiefelstede, Dringenburg und Conneforde in Richtung Friesische Wehde durchquert. 
Weiter ging es westlich an Altjührden vorbei zu dem früher wichtigen Marktort Bockhorn, dann nach Neuenburg und weiter zur Friedeburg. Nahe Hesel wurde bei der späteren strategisch bedeutsamen Wassermühlenbrücke das Tief überquert. Über den Upschloot-Damm bei Möns, der den Grenzgraben zwischen dem Harlinger Land und dem Jeverland überquert, ging es an der Burg Sandel vorbei schließlich in nordöstlicher Richtung weiter zu den uralten Handels- und Marktplätzen Jever und Esens an der Nordsee.

## Tourismus

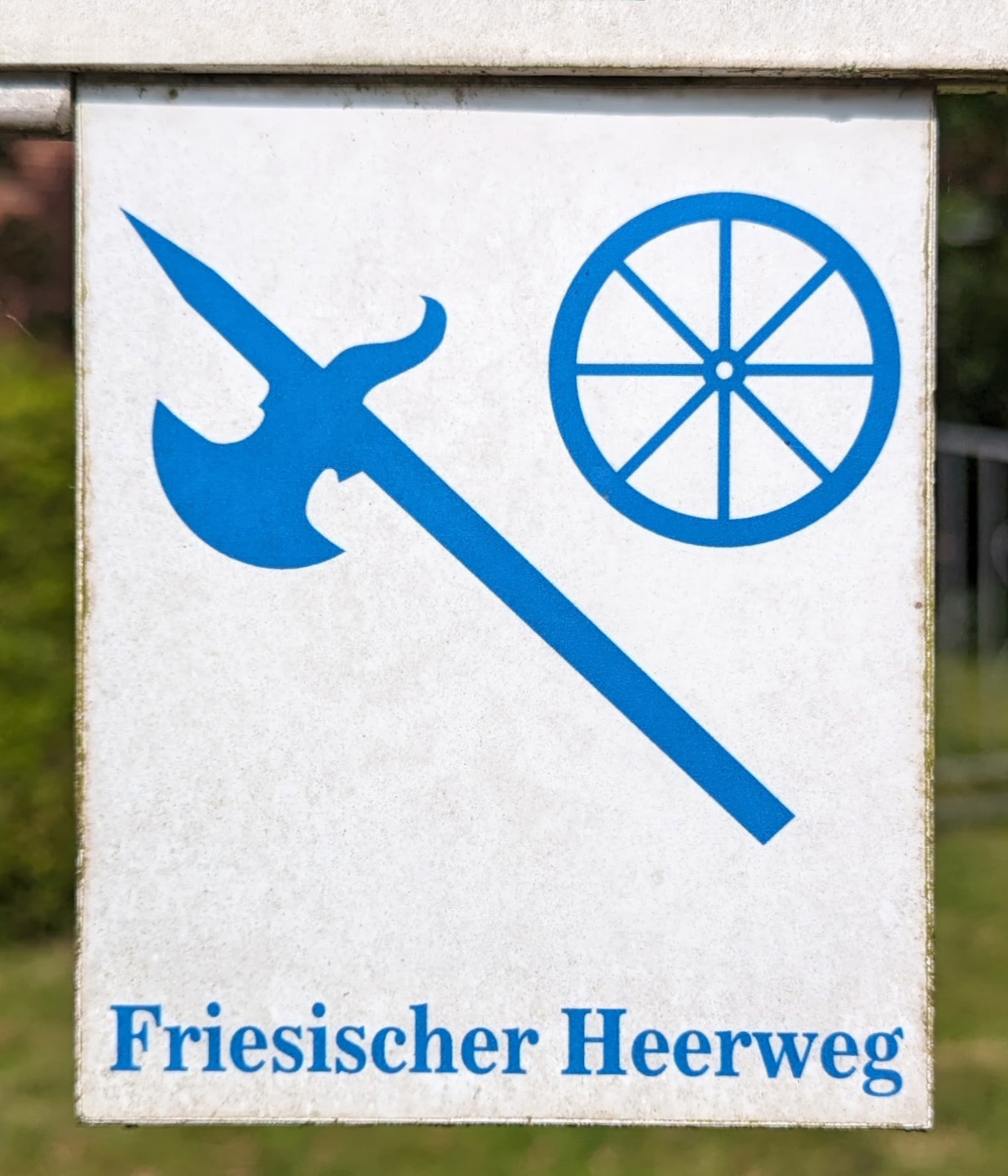
Markierungszeichen Friesischer Heerweg

Ein Radwegenetz trägt heute den Namen des Friesischen Heerweges, der ihm von einer aus rund 28 Fremdenverkehrsträgern bestehenden kommunalen Arbeitsgemeinschaft verliehen wurde. Sein Symbol bilden Hellebarde und Wagenrad.